# Ana Luisa Föhse

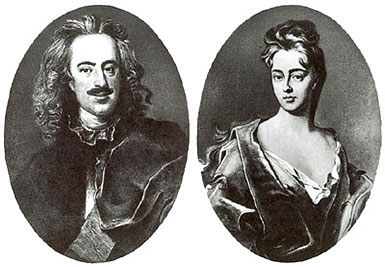
Leopoldo I y Ana Luisa Föhse.

Ana Luisa Föhse, princesa del Sacro Imperio Romano Germánico (Dessau, 22 de marzo de 1677-5 de febrero de 1745), fue una princesa imperial alemana. Nacida como plebeya de Rudolf Föhse, el farmacéutico de la corte en Dessau, y de su esposa, Agnes Ohme, contrajo matrimonio con el príncipe Leopoldo I de Anhalt-Dessau y más tarde fue ennoblecida por el emperador Leopoldo I del Sacro Imperio Romano Germánico.

## Biografía
Ana Luisa Föhse fue el amor de la infancia y más tarde la esposa morganática del príncipe Leopoldo I de Anhalt-Dessau. A pesar de la gran resistencia de parte de su propio padre y de su suegra, Enriqueta Catalina, la hija de Federico Enrique de Orange-Nassau, se casó con Leopoldo en 1698, a la edad de 22 años. Después de pagar 92 000 táleros al tesoro imperial, fue reconocida como princesa por el emperador Leopoldo I tres años más tarde, dándole el mismo rango de su esposo.
En el mismo año 1698, él asumió las funciones de gobierno. Ana Luisa y Leopoldo tuvieron diez hijos juntos; Leopoldo también engendró a dos hijos ilegítimos en 1733 y 1735.
Las relaciones entre Ana Luisa y su suegra más tarde mejoraron. Ella también tenía buena relación con la familia real prusiana. Su carrera fue sujeto de la prensa sensacionalista de sus días, y de varias obras de teatro. Murió en 1745; con el corazón roto por su pérdida, Leopoldo murió solo dos años más tarde.

## Hijos
1. Guillermo Gustavo (1699-1737)
2. Leopoldo II Maximiliano (1700-1751), sucesor de su padre como príncipe de Anhalt-Dessau y mariscal de campo prusiano.
3. Dietrich (1702-1769), mariscal de campo prusiano.
4. Federico Enrique (1705-1781), mariscal de campo prusiano.
5. Enriqueta María Luisa (1707-1707).
6. Luisa (1709-1732), desposó al príncipe Víctor Federico de Anhalt-Bernburg.
7. Mauricio (1712-1760), mariscal de campo prusiano.
8. Ana Guillermina (1715-1780), permaneció soltera.
9. Leopoldina María (1716-1782), desposó al margrave Federico Enrique de Brandeburgo-Schwedt (1709-1788).
10. Enriqueta Amalia (1720-1793).